# ایستگاه به ایستگاه (ترانه)
«ایستگاه به ایستگاه» (انگلیسی: Station to Station) ترانه‌ای از دیوید بویی موسیقی‌دان انگلیسی است. این ترانه در ژانویهٔ ۱۹۷۶ به‌عنوان قطعهٔ هم‌نام و افتتاحیهٔ دهمین آلبوم استودیویی او، ایستگاه به ایستگاه، و نیز به‌عنوان تک‌آهنگ ۷ اینچی تبلیغاتی در همان ماه در فرانسه منتشر شد. این ترانه که به‌دست بویی و هری مزلین تهیه شده‌است، میان سپتامبر و نوامبر ۱۹۷۵ در استودیو چروکی در لس آنجلس نوشته و ضبط شد. این ترانه با بیش از ۱۰ دقیقه مدت زمان، طولانی‌ترین ضبط استودیویی بویی است. نیمهٔ نخست ترانه با صدایی قطار مانند آغاز و مارشی آرام دارد که حول محور ریف گیتار آتونال اجرا می‌شود. نیمهٔ دوم به شکل قطعه‌ای پراگ-دیسکو با کلید و تندایی متفاوت از نیمه نخست است. این ترانه به‌عنوان آرت راک شناخته شده‌است و متأثر از گروه‌های الکترونیکی آلمانی کرافت‌ورک و تنجرین دریم است.
از لحاظ اشعاری، «ایستگاه به ایستگاه» شخصیت شیطانی بویی یعنی دوک سفید لاغر را معرفی می‌کند که سخنران ایستگاه به ایستگاه شد و در طول سال ۱۹۷۶ اغلب مظهر خود بویی بود. در طول جلسات ضبط، بویی شدیداً به مواد مخدری مانند کوکائین وابسته بود که مستقیماً در سرتاسر ترانه به آن اشاره شده‌است. «ایستگاه به ایستگاه» همچنین به کابالا، علوم خفیه، گنوسیسم، پارانویا و دیگر وابستگی‌هایی اشاره می‌کند که در آن زمان بر ذهن بویی تأثیرگذار بود. جلوهٔ صوتی آغازین ترانه نکته‌ای انحرافی است که قرار است ایستگاه‌های صلیب به همراه دو دوره از حرفهٔ او را نمایش دهد. این ترانه ژانرهای فانک و سول آلبوم قبلی او آمریکایی‌های جوان با صداهای تجربی که او در «سه‌گانه برلین» بررسی خواهد کرد را تلفیق کرد.
«ایستگاه به ایستگاه» مورد تحسین منتقدان موسیقی و زندگی‌نامه‌نویسان قرار گرفته‌است و اجرای گروه و خود بویی را ستایش کرده‌اند. با نگاهی به گذشته، آن را یکی از بهترین ترانه‌های بویی نامیده‌اند و مانند آلبومش، به عنوان شاخصی از اینکه حرفه او در آن زمان چه مسیری را طی کرد، دیده می‌شود. او این ترانه را در طول تور ایزولار ۱۹۷۶ اجرا کرد که در آن اغلب در فضای شخصیت دوک سفید لاغر بود و در طول دوران حرفه‌ای خود به اجرای آن در تورهای مختلف ادامه داد. این ترانه بازسازی شده‌است و در کنار آلبومش به‌عنوان بخشی از مجموعهٔ حالا چه کسی می‌توانم باشم؟ (۱۹۷۴–۱۹۷۶) در ۲۰۱۶ منتشر شده‌است.

## اشعار

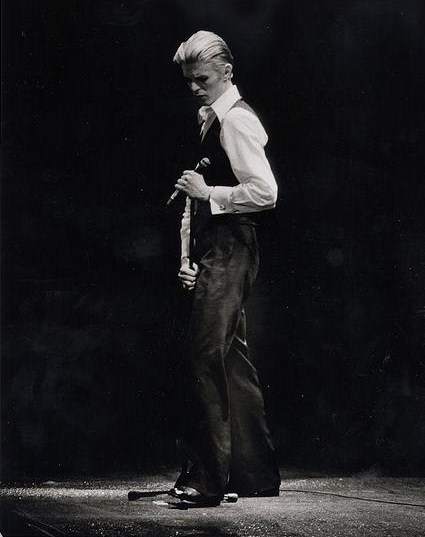
دیوید بویی موسیقی‌دان انگلیسی

«ایستگاه به ایستگاه» شخصیت دوک سفید لاغر بویی را معرفی می‌کند؛ شخصیتی شیطانی که سخنگوی ایستگاه به ایستگاه و اغلب در طول سال ۱۹۷۶ برای خود بویی بود. این شخصیت به طرز محسوسی تیره‌تر از شخصیت‌های قبلی بویی بود و به‌عنوان «آریستوکراستی دیوانه»، یک «زامبی اخلاق‌ناگرا» و یک «ابرمرد آریایی بی‌احساس» توصیف می‌شد. دوک برای خود بویی «در واقع شخصیتی زننده بود». خود اشعار پیغام‌های بسیار اسرارآمیز و ارجاع مستقیم شامل سیستم عرفانی یهودی قرن سیزدهم معروف به کابالا و گنوسیسم را در بر دارد. بویی بعداً در سال ۱۹۹۷ گفت: «تمام ارجاعات داخل [«ایستگاه به ایستگاه»] در ارتباط با کابالا است.» داگت معتقد است که مضامین اصلی این قطعه جادو، هنرهای موسیقی‌دانان افسانه‌ای، هم واقعیت و هم خیال، روایت اسطوره‌ای کابالا از پیشرفت از کتر تا ملکوت، عشق و کوکائین است.